# デイヴ・アナブル
デイブ・アナブル（Dave Annable、本名：
David Rodman Annable、1979年9月15日 - ）は、米国の男性俳優。サファーン（ニューヨーク州）出身。

## 来歴

### 生い立ち
ニューヨーク州北部のサファーンで生まれ、幼少の頃は野球やラグビー、ホッケーをして過ごしていた。学生が運営するPlattsburgh State Televisionに関わっていた。

### キャリア
2003年にNBCの『サード・ウォッチ』およびThe WBの『Other People's Business（原題）』にゲスト出演した後に、2005年にFOXにて放送された『Reunion（原題）』にレギュラー出演を果たす。
2006年から2011年にかけてアメリカのABC（アメリカン・ブロードキャスティング・カンパニー）で放送中の『ブラザーズ&シスターズ』にジャスティン・ウォーカーとして出演。
2012年から『666 パーク・アベニューNYの悪夢』、2014年から『Red Band Society』、2016年から『Heartbeat』にレギュラー出演したが、いずれもシーズン1で終了している。

### 私生活
2007年のピープルの最もセクシーな男性で7位にランクされた

## 主な出演作品
- Heartbeat (2016) Dr.ピアース・ハリソン（テレビシリーズ）
- Red Band Society (2014 - 2015) Dr.ジャック・マックアンドリュー（テレビシリーズ）
- 666 パーク・アベニューNYの悪夢 666 Park Avenue (2012 - 2013) ヘンリー・マーティン（テレビシリーズ）
- Julia & Julia (2009) – ジェイク（2009年米国で公開予定）
- ブラザーズ&シスターズ Brothers & Sisters (2006 - 2011) – ジャスティン・ウォーカー（テレビシリーズ）
- Reunion (2005) – アーロン・ルイス（テレビシリーズ）
- カレの嘘と彼女のヒミツ Little Black Book (2004) – ビーン
- Spellbound (2004) – グリフィン（テレビシリーズ）
- What/If 選択の連鎖 What/If (2019) （テレビシリーズ）
- イエローストーン Yellowstone (2018) (テレビシリーズ)